# Bob ai IV Giochi olimpici invernali
Ai IV Giochi olimpici invernali svoltisi nel 1936 a Garmisch-Partenkirchen (Germania) vennero assegnate due medaglie, bob a 2 e bob a 4 maschili. Le gare si svolsero su una pista naturale, la Riessersee, lunga 1.525 m e con un dislivello di 129,14 m.

## Calendario
| Uomini | Bob a quattro | Bob a quattro |  | Bob a due | Bob a due |   |
| Finali |               | 1             |  |           | 1         | 2 |

## Atleti iscritti
| America (11)                                                    | America (11)                                                        | America (11)                                                     |
| --------------------------------------------------------------- | ------------------------------------------------------------------- | ---------------------------------------------------------------- |
| - Stati Uniti (11)                                              |                                                                     |                                                                  |
| Europa (88)                                                     |                                                                     |                                                                  |
| - Austria (12) - Belgio (8) - Cecoslovacchia (8) - Francia (10) | - Germania (10) - Italia (10) - Liechtenstein (2) - Lussemburgo (4) | - Paesi Bassi (2) - Regno Unito (4) - Romania (9) - Svizzera (9) |

## Podi

### Uomini
| Evento                   | Oro                                                                   | Tempo   | Argento                                                                | Tempo   | Bronzo                                                                        | Tempo   |
| Bob a due (dettagli)     | Stati Uniti I Ivan Brown Alan Washbond                                | 5:29.29 | Svizzera II Fritz Feierabend Joseph Beerli                             | 5:30.64 | Stati Uniti II Gilbert Colgate Richard Lawrence                               | 5:33.96 |
| Bob a quattro (dettagli) | Svizzera II Pierre Musy Arnold Gartmann Charles Bouvier Joseph Beerli | 5:19.85 | Svizzera I Reto Capadrutt Hans Aichele Fritz Feierabend Hans Bütikofer | 5:22.73 | Regno Unito I James Cardno Frederick McEvoy Guy Dugdale Charles Patrick Green | 5:23.41 |

## Medagliere
| Posizione | Paese       |   |   |   | Totale |
| --------- | ----------- | - | - | - | ------ |
| 1         | Svizzera    | 1 | 2 | 0 | 3      |
| 2         | Stati Uniti | 1 | 0 | 1 | 2      |
| 3         | Regno Unito | 0 | 0 | 1 | 1      |
| Totale    | Totale      | 2 | 2 | 2 | 6      |